# Araneus annulipes
Araneus annulipes är en spindelart som först beskrevs av Lucas 1838.  Araneus annulipes ingår i släktet Araneus och familjen hjulspindlar.
Artens utbredningsområde är Kanarieöarna. Inga underarter finns listade i Catalogue of Life.